# فرودگاه دنویل
فرودگاه دنویل (به انگلیسی: Danville Airport) یک فرودگاه همگانی بهره‌برداری هوایی است که یک باند فرود آسفالت دارد و طول باند آن ۹۱۴ متر است. این فرودگاه در کشور ایالات متحده آمریکا قرار دارد و در ارتفاع ۱۷۰ متری از سطح دریا واقع شده‌است.